# Sistemas políticos de Alta Birmania
Sistemas políticos de Alta Birmania. Estudio sobre la Estructura Social Kachin es el título del primer libro del antropólogo Edmund Ronald Leach. Fue editado en 1954 por la editorial de la Universidad de Harvard con el título  original de "Political systems of highland Burma: a study of Kachin social structure". Esta obra de Edmund Leach está considerada uno de los clásicos de la Antropología social británica. El libro fue prologado por Raymond Firth. 
En 1939 Leach había viajado a Birmania a realizar un estudio sobre las colinas de Kachin, pero justo en ese momento se inició la Segunda Guerra Mundial. Leach luego se incorporó al Ejército de Birmania para combatir al Imperio del Japón, y participó desde el otoño de 1939 hasta el verano de 1945, cuando alcanzó el rango de Mayor. Durante su estadía en Birmania, Leach adquirió un avanzado conocimiento acerca del norte de Birmania y sus muchas tribus de las montañas. En particular, se familiarizó mucho con el pueblo Kachin, sirviendo incluso como comandante de las fuerzas irregulares de Kachin, que combatían a los japoneses mediante una guerra de guerrillas. Leach tomó notas etnográficas sobre la cultura kachin, pero durante uno de los combates perdió todas sus anotaciones.
Ya en 1946, de vuelta en Inglaterra continuó sus investigaciones bajo la supervisión de Raymnod Firth, en la London School of Economics. Leach publicó algunos artículos en revistas especializadas en sus investigaciones entre los Kachin entre 1947 y 1951. Finalmente en 1954 se publicó su obra cumbre, Sistemas Políticos de Alta Birmania.

## Sinopsis
La antropología social británica había sostenido - hasta mediados del siglo XX-  como uno de sus dogmas centrales, la noción de que los sistemas sociales estaban en un equilibrio estable. El trabajo de Leach entre los kachin de Alta Birmania refutó en gran medida este concepto, que era uno de los pilares del funcionalismo. La tesis de Leach consistía en lo siguiente: 
- Los sistemas sociales no están dotados de un equilibrio natural (como sostenía Radcliffe-Brown). Este equilibrio, demostrable al nivel de las ideas y los conceptos, es una construcción mental del antropólogo, es una ficción. Las relaciones existentes en una sociedad no están sistematizadas sino al nivel de categorías verbales del antropólogo ordenadas sistémicamente. Es decir, los antropólogos trazan "mapas" sobre el terreno pero esos mapas no son el terreno, sino que sólo pretenden explicarlo.
- Los datos del antropólogo están insertados en un tiempo y un espacio histórico. Dejar de lado la historia hace más fácil el ordenamiento y la sistematización, pero impide explicar el cambio y la evolución dentro de los sistemas sociales. Para una visión sincrónica sistemática estos cambios operarían como anomalías o "fallas" del sistema, y quedarían por fuera del mismo. La ficción del antropólogo, según Leach, se convertiría en una falsedad al negar todo aquello que no puede explicar o sistematizar. El dato histórico cobra entonces una relevancia tal que debe ser también sistematizado - pese a su dificultad- en algo así como lo que Pareto llama "equilibrio en movimiento".

Leach sostiene que entre los kachin no hay una única forma de organización social. Existe una incongruencia entonces entre unidad cultural y estructura social. Desde un punto de vista sincrónico esta distinción sería considerada irrelevante, pero como los sistemas se desenvuelven en un tiempo y espacios históricos, es decir en un medio cambiante, en realidad la sociedad es un proceso en el tiempo. Los sistemas formales presentan tanto continuidades como cambios dentro de este proceso. Estos cambios son lo que intentará explicar el autor. Pero la incongruencia entre estructura social y cultura nos plantea el problema de que si los kachin tienen una forma cultural uniforme y al menos dos modelos de organización social, deben ser tomados como unidades separadas de análisis, sobre la base de este último punto, o como una sola, basándose en la unidad cultural. Para Leach, si bien las diferencias culturales son importantes, dos grupos diferentes culturalmente pueden pertenecer al mismo sistema social. El sistema social y la cultura no tienen por qué ser coincidentes entre sí. 
Como las estructuras sociales son modelos formales construidos por el antropólogo, la expresión cultural nunca es coincidente totalmente. Pero Leach va mucho más lejos al afirmar que esas inconsistencias de la expresión ritual son necesarias al funcionamiento de la sociedad. El conjunto de ideas que tienen los miembros de una sociedad sobre la distribución del poder entre los individuos y los grupos conforman un sistema, y las ideas que los actores sociales sostienen sobre el mismo pueden ser diferentes o contradictorias y se expresan culturalmente a través del ritual. Aquí aparece un actor que había sido conscientemente olvidado por la antropología funcionalista: el individuo, ya no sólo como la persona social de Radcliffe-Brown, sino dotado también de su particularidad histórica propia. 
Los sistemas políticos distintos no van a ser tratados en forma independiente sino como "partes de un sistema total más amplio en estado de cambio" .  Las oscilaciones políticas de los sistemas kachin serán vistas dentro de la perspectiva del cambio estructural. 
Este cambio sólo puede ser estudiado analizando las inconsistencias anteriormente mencionadas. Estas inconsistencias se presentan a los individuos como alternativas culturales dentro de un sistema de valores, a las que manipulan en su propio interés. La estructura social se altera porque no todos perciben las alternativas de la misma forma, y por consiguiente actúan de diferente forma. 
Los kachin tienen dos modos de vida opuestos ideales, que son algo así como dos ideologías extremas. El sistema shan, de tipo jerárquico y feudal, y el sistema gumlao anárquico e igualitario. Toda la organización social kachin oscila entre estos dos modelos ideales polarizados (algo así como los tipos ideales que hacía mención Weber). Así, la mayoría de las comunidades kachin no se encuentran organizados dentro de ninguno de estos dos tipos ideales sino dentro de las  variantes intermedias, que corresponden al sistema gumsa. Este es un sistema de transición entre los dos anteriores, pero esta transición no se da en un solo sentido sino que se puede dar hacia cualquiera de los dos tipos ideales. El sistema gumsa no es por lo tanto un sistema estático, y mucho menos es estable, y solo puede ser entendido teniendo a los otros dos modelos como referente. 
Leach sostiene que "los individuos enfrentados a una elección de acción utilizarán normalmente la elección que les procure poder", es decir, acceso al cargo o la estima que conduce al mismo. El deseo de obtener poder constituye para Leach una motivación muy general en los asuntos humanos. Aunque el peso de esta sentencia del autor aparece relativizada en la siguiente oración: "La estima es un producto cultural. Lo que se admira en una sociedad puede deplorarse en otra". La misma acción puede ser aprobada o reprobada según si el sistema es gumsa o gumlao. Estas ambigüedades están siempre presentes en los razonamientos de Leach.
Para Leach la dicotomía entre sagrado y profano de Durkheim presenta dificultades y limitaciones. Prefiere en cambio utilizar una escala continua donde en cada extremo se encuentran las acciones completamente sagradas (estéticas) y en el otro las completamente profanas (técnicas). La mayor parte de las acciones sociales se desarrollan en medio de este continuo. El ritual manifiesta el estatus de un individuo como persona social –es decir, con todas sus relaciones sociales- dentro de una estructura social en la que se encuentra inserto. El ritual expone simbólicamente en forma de acción, al igual que el mito lo hace con palabras, el orden social, explicita la estructura social, “el sistema socialmente aprobado de relaciones adecuadas entre los individuos y entre los grupos”. Si existen inconsistencias y desequilibrios, estos también son expresados simbólicamente, postura contraria a la que sostuvieran Durkheim y los antropólogos estructural-funcionalistas, que postulaban que el ritual, por ser un tipo de acción conservadora y tradicional expresaba la solidaridad social, el equilibrio social y la consistencia entre mito, ritual y estructura; la función del ritual era recrear la sociedad.
Para Leach las inconsistencias no deben ser eliminadas sino que deben ser entendidas como versiones que responden a intereses distintos y son más significativas que las uniformidades. Los mitos Kachin sirven para validar el estatus de un individuo, lo cual se produce justamente por la preferencia de una alternativa que puede ser una versión rival de otro individuo o grupo. La inconsistencia se produce al nivel de las versiones, pero la elección de una alternativa es consistente con los intereses del grupo que la escoge. No existen versiones auténticas de la tradición Kachin, y las incoherencias entre las versiones dejan de presentarse como tales si tomamos a la mitología kachin como un sistema de ideas y no como un sistema de reglas. 
La narración de las sagas presentan un nivel de cierta uniformidad, con bastante acuerdo general, y otro nivel donde las versiones difieren mucho entre los diferentes grupos. Pueden validar alegatos de superioridad de un clan sobre los otros, o también de un linaje sobre los otros. Mitos distintos pueden validar un mismo hecho, o también un mismo mito tiene diferentes interpretaciones según lo esgriman los gumsa o los gúmlao. Las narraciones son hechos rituales que justifican el interés del individuo que la expone.